# Liste der Kulturdenkmale in Glinde
In der Liste der Kulturdenkmale in Glinde sind alle Kulturdenkmale der schleswig-holsteinischen Gemeinde Glinde (Kreis Stormarn) aufgelistet (Stand: 30. Juni 2025).

## Legende
In den Spalten befinden sich folgende Informationen:
- Objekt-ID: die Nummer des Kulturdenkmales
- Lage: die Adresse des Kulturdenkmales und die geographischen Koordinaten. Kartenansicht, um Koordinaten zu setzen. In der Kartenansicht sind Kulturdenkmale ohne Koordinaten mit einem roten Marker dargestellt und können in der Karte gesetzt werden. Kulturdenkmale ohne Bild sind mit einem blauen Marker gekennzeichnet, Kulturdenkmale mit Bild mit einem grünen Marker.
- Offizielle Bezeichnung: Bezeichnung des Kulturdenkmales
- Beschreibung: die Beschreibung des Kulturdenkmales
- Bild: ein Bild des Kulturdenkmales

## Schutzzonen
| Objekt-ID      | Lage                                        | Offizielle Bezeichnung | Beschreibung | Bild |
| -------------- | ------------------------------------------- | ---------------------- | --- | ---- |
| 13299 Wikidata | Oher Weg 5–23 (53° 32′ 28″ N, 10° 13′ 3″ O) | Siedlung Oher Weg      | Bei dem Denkmalbereich handelt es sich um eine 1937 errichtete Wohnsiedlung für Bedienstete des Zeugamtes Glinde mit den zugehörigen Freiflächen. Der Denkmalbereich umfasst im Kreis Stormarn, Stadt Glinde, Gemarkung Glinde, Flur 4 die Flurstücke 19/25 und 19/19 mit einer Größe von insgesamt ca. 1,4 ha. - Schutzumfang: Schutzzweck dieser Verordnung ist es, den Siedlungsgrundriss und das Erscheinungsbild der Siedlung zu erhalten. Diese werden bestimmt durch die vorhandenen baulichen Anlagen, die Siedlungsstruktur und die Gestaltung der Freiflächen, Straßen und Wege. | BW   |

## Bauliche Anlagen
| Objekt-ID      | Lage                                                 | Offizielle Bezeichnung | Beschreibung | Bild            |
| -------------- | ---------------------------------------------------- | ---------------------- | --- | --------------- |
| 2967 Wikidata  | Kupfermühlenweg 7 (53° 32′ 55″ N, 10° 12′ 40″ O)     | Ehemalige Kupfermühle  | Ab 1849 wurde die Mühle binnen eines Jahres an der Stelle errichtet, wo kurz zuvor die alte Mühle bei einem Brand zerstört wurde. Nachdem die Mühle 1979 unter Denkmalschutz gestellt wurde, fand vier Jahre später eine Grundsanierung statt. Seit 1985 wird das Gebäude als Museum genutzt. Alteintragung (Aktualisierung vorgesehen) - Begründung: Alteintragung (Aktualisierung vorgesehen) - Schutzumfang: Alteintragung (Aktualisierung vorgesehen) - Denkmaltyp: Bauliche Anlage | Fotos hochladen |
| 27764 Wikidata | Kupfermühlenweg 7 (53° 32′ 55″ N, 10° 12′ 40″ O)     | Mühlenwehr             | Alteintragung (Aktualisierung vorgesehen) - Begründung: Alteintragung (Aktualisierung vorgesehen) - Schutzumfang: Alteintragung (Aktualisierung vorgesehen) - Denkmaltyp: Bauliche Anlage | BW              |
| 8130 Wikidata  | Möllner Landstraße 53 (53° 32′ 25″ N, 10° 12′ 33″ O) | Gutshaus Glinde        | Gutshaus; 1889 für Hans Rudolf Banks; 1912 umgestaltet durch August Ott für Sönke Nissen; zweigeschossiger, neoklassizistischer, plastisch gegliederter Putzbau unter Mansarddach, Turm, Eingangsvorbau, Standerker, Wintergarten, Freitreppen - Begründung: geschichtlich, künstlerisch, städtebaulich - Schutzumfang: Gutshaus Glinde, - Denkmaltyp: Bauliche Anlage | BW              |
| 54243 Wikidata | Willinghusener Weg 71 (53° 32′ 50″ N, 10° 12′ 14″ O) | Friedhofskapelle       | Friedhofskapelle; 1958, Architekt C. E. Hausmann; eingeschossiger Baukomplex auf bogenförmigen Grundriss, Aussegnungssaal, Leichenhalle, Wirtschaftsgebäude und Pavillonbauten als Beton-Klinker-Bau unter Flachdächern, historische Ausstattung; Gärtnerhaus und Friedhofsbüro - Begründung: geschichtlich, künstlerisch, städtebaulich - Schutzumfang: Friedhofskapelle, Gärtnerhaus - Denkmaltyp: Bauliche Anlage                                                                    | BW              |

## Ehemalige Kulturdenkmale
| Objekt-ID      | Lage                                         | Offizielle Bezeichnung | Beschreibung | Bild |
| -------------- | -------------------------------------------- | ---------------------- | --- | ---- |
| 30250 Wikidata | Dorfstraße 16 (53° 32′ 32″ N, 10° 12′ 30″ O) | Suck’sche Kate         | Hier wohnte der Anbauer und Schuhmacher Johann Hinrich Suck mit seiner Familie, der 1845 dort geboren und von 1894 bis 1923 Gemeindevorsteher des Dorfes Glinde war. | BW   |